# Elopsowate
Elopsowate, oszczerowate (Elopidae) – rodzina ławicowych ryb promieniopłetwych z rzędu elopsokształtnych (Elopiformes).

## Występowanie
Ciepłe i tropikalne wody morskie, rzadko wpływają do estuariów i rzek.

## Cechy charakterystyczne
Ciało silnie wydłużone, o długości do 100 cm (u Elops machnata), zakończone głęboko wciętą płetwą ogonową. Nasada płetwy grzbietowej rozpoczyna się tuż za nasadą płetw brzusznych. W płetwach występują tylko promienie miękkie. Ostatni promień płetwy grzbietowej jest najkrótszy. Duży otwór gębowy w położeniu końcowym, wyposażony w drobne zęby. Łuski drobne, w liczbie 95–120 w linii bocznej. Liczba kręgów od 63 do 79.

## Klasyfikacja
Rodzaje zaliczane do tej rodziny:
współcześnie żyjące
- Elops Linnaeus, 1766

wymarłe
- Anaethalion White, 1938
- Davichthys Forey, 1973